# Alba Roversi
Alba Roversi (sinh ngày 14 tháng 8 năm 1961) là một nữ diễn viên điện ảnh và nhà hát người Venezuela, người nổi tiếng trong thập niên 1980 và 1990 với vai diễn trong các phim truyền hình.

## Đóng phim
| Năm  | Chức vụ                              | Vai trò                                         |
| ---- | ------------------------------------ | ----------------------------------------------- |
| 1981 | María Fernanda                       | Alejandra                                       |
| 1982 | Ligia Elena                          | Ligia Elena Irazabal                            |
| 1984 | El Recato de un canalla              | Andrea                                          |
| 1984 | Los Donatti                          | Marisol                                         |
| 1985 | Las Amazonas                         | Eloisa Lizárraga                                |
| 1986 | Quán cà phê màu Esa Manyacha de ojos | Caridad San José 'Carita                        |
| 1989 | Fabiola                              | Fabiola                                         |
| 1991 | María María                          | María / Julia                                   |
| 1992 | La traidora                          | Valeria Montoya                                 |
| 1993 | Piel                                 | Camila                                          |
| 1997 | Maria de los Angeles                 | Orquídea Córdoba Escalante                      |
| 1998 | Niêa Mimada                          | Natalia Jorda                                   |
| 1999 | Bí mật                               | Esperanza Salvat                                |
| 1999 | Carita Pintada                       | Piera Bernal                                    |
| 2000 | Hay Amores Que Matan                 | Ifigenia Barreto                                |
| 2000 | Angélica Pecado                      | Đức Phanxicô Del Ávila                          |
| 2001 | Một Calzón Quitao                    | Clara Inés Ramírez                              |
| 2002 | Las González                         | Orquídea González                               |
| 2004 | Ángel Rebelde                        | Elena Covarrubias Andueza                       |
| 2005 | El amor no tiene preio               | Rosalía                                         |
| 2006 | Công viên quốc gia                   | María 'Maga' Gabriela                           |
| 2007 | Arroz con leche                      | Teresa Pacheco                                  |
| 2007 | El rostro de Analia                  | Angelina Covarrubias Infante Montiel de Andrade |
| 2009 | Amor Urbano                          |                                                 |
| 2009 | Los misterios del amor               | Deborah Salazar                                 |
| 2010 | La tees perfecta                     | Minerva León                                    |
| 2012 | Corazón Valiente                     | Nora del Castillo "La Madrina"                  |
| 2013 | Marido en Alquiler                   | Maria Iris de Silva                             |